# Christopher Robin (película de 2018)
Christopher Robin (conocida como Christopher Robin: un reencuentro inolvidable en Hispanoamérica) es una película de fantasía estadounidense de 2018 dirigida por Marc Forster, con un guion escrito por Tom McCarthy, Alex Ross Perry y Allison Schroeder. La película está inspirada en los libros de Winnie-the-Pooh, del autor A. A. Milne y es una adaptación en acción real de la franquicia de Disney del mismo nombre. Fue protagonizada por Ewan McGregor, Hayley Atwell, Bronte Carmichael y Mark Gatiss, junto con las voces de Jim Cummings, Chris O'Dowd, Nick Mohammed, Brad Garrett, Peter Capaldi, Sophie Okonedo y Toby Jones.
Christopher Robin tuvo su estreno en Burbank, California, el 30 de julio de 2018 y fue exhibida en cines de Estados Unidos desde el 3 de agosto de 2018, siendo distribuida por Walt Disney Studios Motion Pictures.

## Argumento
Christopher Robin tiene que ir a un internado por lo que sus amigos del Bosque de los Cien Acres: Winnie the Pooh, Tigger, Piglet, Igor, Cangu, Rito, Búho y Rabbit hacen una fiesta de despedida. Christopher consuela a Pooh y le dice que nunca lo olvidará aunque cumpla 100 años. En el internado, Christopher es reprendido por hacer dibujos de Pooh en clase. Sus experiencias en el internado y la muerte de su padre lo obligan a madurar rápidamente y olvida todo sobre el Bosque de los Cien Acres y sus amigos allí. Él crece, conoce y se casa con una mujer llamada Evelyn (Hayley Atwell), con quien tiene una hija llamada Madeline, y sirve en el ejército británico durante la Segunda Guerra Mundial. Después de la guerra, trabaja como experto en eficiencia en Winslow Enterprises. Él descuida a su familia debido a su trabajo exigente y planea enviar a Madeline a un internado. Con la compañía atravesando tiempos difíciles, el superior de Christopher, Giles Winslow Jr., le dice que reduzca los gastos en un 20%, en gran medida eligiendo a qué empleados despedir, y que presente su plan el lunes. Esto hace que Christopher eche de menos reunirse con su familia en su casa de campo en Sussex durante un fin de semana de verano.
Cuando Pooh se despierta y no puede encontrar a sus amigos decide viajar por la puerta de Christopher y se encuentra en Londres. Se reúne con Christopher, quien se sorprende al ver a Pooh, pero lo lleva de regreso a su casa en Londres. Después de una noche y una mañana de caos, Christopher escolta a Pooh de regreso a Sussex en el próximo tren.
Después de pasar a escondidas por la cabaña de Christopher, los dos entran al Bosque de los Cien Acres. Christopher se exaspera por la distracción de Pooh y el miedo a los Efelantes y las Huartas. Christopher le dice a Pooh que ya no es un niño, antes de que los dos se separen en la niebla. Luego, se asusta al escuchar el ruido de un Efelante y ser noqueado por una trampa para Huartas y Efelantes, Christopher descubre a Igor y a Piglet, que lo llevaron hacia los demás, escondiéndose en un tronco hueco por miedo a dichas criaturas, revelando que como el fuerte ruido en una veleta oxidada de la casa de Búho después de que el viento la hizo caer de su árbol mientras tomaban el té. Incapaz de persuadir a sus amigos de que es verdaderamente Christopher Robin, pretende derrotar al Efelante para convencerlos. Finalmente creyendo que es Christopher Robin, lo saludan con alegría. Cuando se reúnen con Pooh en su lugar de reunión, Christopher se disculpa por haberse molestado antes. Christopher le dice a Pooh lo perdido que se siente, pero Pooh le recuerda que se han encontrado y lo consuela con un abrazo. A la mañana siguiente, Christopher sale corriendo del Bosque de los Cien Acres para hacer su presentación en el trabajo mientras Tigger le da su maletín. En el camino se encuentra con su familia, pero para decepción de su esposa e hija, se va a Londres.
Pooh se da cuenta de que Tigger retiró el papeleo de Christopher cuando secó su maletín, por lo que Pooh, Tigger, Piglet e Igor viajan a Londres para recuperarlo. Se encuentran con Madeline, quien los reconoce por los dibujos de su padre. Madeline se une a ellos, queriendo disuadir a su padre sobre el internado. Evelyn la sigue después de descubrir una nota que Madeline dejó. En la reunión, Christopher descubre que su maletín contiene artículos del bosque que Tigger le dejó (incluida la cola desmontable de Igor). Evelyn llega con Christopher para juntos buscar a Madeline en Londres. El grupo de Madeline se esconde en las cajas de la compañía Winslow, pero Tigger, Igor y Piglet son arrojados accidentalmente, y se encuentran con Christopher y Evelyn en el proceso. Pooh y Madeline llegan cerca del edificio Winslow y se reúnen con el grupo de Christopher, pero Madeline accidentalmente tropieza en las escaleras y pierde todos menos uno de los papeles, molestando a ella y a Pooh. Christopher le asegura a Madeline su importancia para él y que no la enviará a un internado.
Usando el papeleo restante, Christopher improvisa un nuevo plan que implica reducir los precios del equipaje, vender su equipaje a la gente común para aumentar la demanda y dar a los empleados vacaciones pagadas. Winslow Jr., que esperaba despedir a algunos miembros del personal, rechaza la idea, pero Winslow Sr. se da cuenta y acepta el plan. Winslow Jr. es humillado cuando Christopher señala que no contribuyó en nada al plan, ya que estuvo jugando al golf todo el fin de semana.
Christopher, junto con Pooh, Tigger, Igor y Piglet, finalmente lleva a su familia al Bosque de los Cien Acres para encontrarse con el resto de sus amigos. Mientras todos se relajan y comen, Pooh y Christopher comparten un momento tierno juntos en su lugar reflexivo.
En una escena de mitad de créditos, los empleados de Winslow se divierten en la playa mientras Richard M. Sherman interpreta Busy Doing Nothing en un piano. Pooh, Ígor, Piglet y Tigger se relajan en las sillas de playa con Igor diciendo «Gracias por notarme».

## Reparto
Actores
- Ewan McGregor como Christopher Robin.
  - Orton O'Brien como el joven Christopher Robin.
- Hayley Atwell como Evelyn Robin, la esposa de Christopher.
- Bronte Carmichael como Madeline Robin, la hija de Christopher.
- Mark Gatiss como Giles Winslow, el jefe de Christopher Robin.

### Voces
- Jim Cummings como Winnie the Pooh y Tigger.
- Nick Mohammed como Piglet.
- Brad Garrett como Ígor.
- Peter Capaldi como Conejo.
- Sophie Okonedo como Cangu.
- Toby Jones como Búho.
- Wyatt Dean Hall como Rito.

## Producción

### Desarrollo
En abril de 2015, Walt Disney Pictures anunció que estaba en desarrollo una adaptación basada en la franquicia de Winnie the Pooh, con Alex Ross Perry contratado para escribir el guion y Brigham Taylor para producir la película, la cual narraría la historia de un ya adulto Christopher Robin que regresa al Bosque de los Cien Acres y pasa tiempo con Pooh y la pandilla. El 18 de noviembre de 2016 se informó que el estudio había contratado a Marc Forster para dirigir la película, titulada Christopher Robin, y que el proyecto tendría «elementos fuertes de realismo mágico en su búsqueda de un viaje emocional con una aventura reconfortante». El 1 de marzo de 2017 Tom McCarthy fue contratado para reescribir el guion existente.
El rodaje de la película comenzó a principios de agosto de 2017 en el Reino Unido. Gran parte de las escenas ambientadas en el Bosque de los Cine Acres fueron rodadas en el Bosque de Ashdown, lugar de inspiración de la novela original.

### Casting

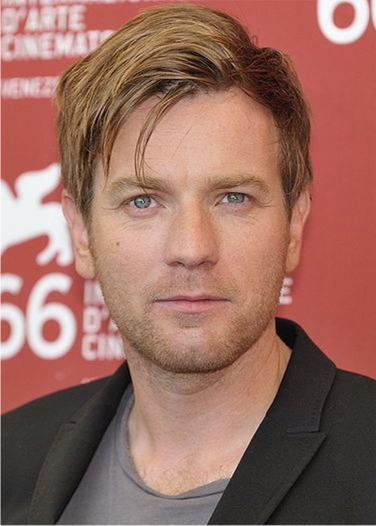
El actor escocés Ewan McGregor interpretó el personaje principal, Christopher Robin.

El 26 de abril de 2017, Ewan McGregor fue anunciado como el actor principal y Allison Schroeder fue contratada para adicionar más elementos al guion. El 22 de junio de ese mismo año se reveló que Gemma Arterton mantuvo negociaciones para interpretar a la esposa del personaje principal pero finalmente no se llegó a un acuerdo. En agosto y septiembre de 2017 Hayley Atwell y Mark Gatiss fueron integrados al reparto en los papeles de Evelyn Robin, la esposa de Christopher Robin, y Giles Winslow, respectivamente, mientras que Brad Garrett y Nick Mohammed fueron contratados para grabar las voces de los personajes animados. En enero de 2018, Peter Capaldi, Sophie Okonedo y Toby Jones reforzaron el elenco de voces de la película. Chris O'Dowd originalmente iba a aportar la voz de Tigre, pero más tarde renunció al puesto después de que el público reaccionara negativamente a su interpretación del personaje luego de realizarse algunas pruebas.

### Música
Jóhann Jóhannsson fue contratado para realizar la música de la película, poco antes de su muerte el 9 de febrero de 2018. La película está dedicada a su memoria. Se anunció luego que Klaus Badelt se haría cargo de las tareas de composición de Jóhannsson, pero la banda sonora fue finalmente compuesta por Geoff Zanelli y Jon Brion. En un evento público, el compositor de Disney Richard Sherman reveló que la película presentaría la canción icónica «Winnie the Pooh», y que estaba trabajando en tres nuevas canciones para la película, tituladas «Goodbye Farewell», «Bussy Doing Nothing» y «Christopher Robin».

## Recepción
En el sitio web Rotten Tomatoes, la película cuenta con un ranking aprobatorio del 71% basado en 210 reseñas, con un rating promedio de 6.1 sobre 10. El consenso afirma lo siguiente: «Christopher Robin tal vez no sea igual a las historias de A. A. Milne o a otras adaptaciones de Disney, pero será una gran experiencia para aquellas audiencias que quieran revivir la magia de la infancia».
Michael Phillips, de Chicago Tribune, le dio tres estrellas de cuatro posibles a la cinta, afirmando: «La sabiduría y amabilidad de Pooh no pueden ser negadas. Esos mismos factores fueron positivos en las dos películas de Paddington. Christopher Robin es un caso parecido».
La actuación de Ewan McGregor como Christopher Robin fue particularmente bien recibida. David Fear, de Rolling Stone, afirmó sobre McGregor: «Es un actor que puede lidiar con los golpes de esta película, ya sea porque debe ser ligero o ser arrastrado por la desesperación existencial, exaltado por el juego infantil o exasperado por una criatura que destruye su casa». Adam Forsgren escribió para East Idaho News: «Es un placer ver a McGregor comenzar a redescubrir su yo más joven... McGregor es el pegamento que mantiene unida la película». Stephanie Zacharek, de Time, declaró: «Dudo que la película hubiera funcionado si no fuera por McGregor, el actor convierte la ansiedad de Christopher en una presencia inquietante, el tipo de nube de tormenta que todos podemos sentir, de vez en cuando, sobre nosotros. Al mismo tiempo, McGregor es también un actor capaz de expresar el más puro deleite». Brian Lowry también señaló en su reseña para CNN: «Hay que darle mucho crédito a McGregor en la ingrata tarea de figurar entre sus adorables amigos peludos, manejando hábilmente el humor derivado del miedo que siente a que otras personas los vean».

## Premios y nominaciones
| Premio                      | Categoría                  | Receptores                                                       | Resultado |
| --------------------------- | -------------------------- | ---------------------------------------------------------------- | --------- |
| People's Choice Awards, USA | Película familiar favorita |                                                                  | Nominada  |
| Premios Óscar               | Mejores efectos visuales   | Christopher Lawrence, Michael Eames, Theo Jones y Chris Corbould | Nominada  |